# Ramphocaenus
Ramphocaenus – rodzaj ptaków z rodziny siwuszek (Polioptilidae).

## Zasięg występowania
Rodzaj obejmuje gatunki występujące w Meksyku, Belize, Gwatemali, Salwadorze, Hondurasie, Nikaragui, Kostaryce, Panamie, Kolumbii, Wenezueli, Trynidadzie i Tobago, Gujanie, Surinamie, Gujanie Francuskiej, Brazylii, Boliwii, Peru i Ekwadorze.

## Morfologia
Długość ciała 12–13 cm (długość dzioba 21–25 mm); masa ciała 8–11 g.

## Systematyka

### Etymologia
- Ramphocaenus: gr. ῥαμφος rhamphos „dziób”; καινος kainos „osobliwy, dziwny”[7].
- Acontistes: gr. ακοντιστης akontistēs „włócznik, oszczepnik”, od ακοντιζω akontizō „rzucać włócznią”, od ακοντιον akontion „oszczep”, od zdrobnienia ακων akōn, ακοντος akontos  „ostrze, grot”[8]. Gatunek typowy: Troglodytes rectirostris Swainson, 1823 (= Ramphocænus melanurus Vieillot, 1819).
- Scolopacinus: łac. scolopax, scolopacis „bekas” (tj. bekaso-dzioby), od gr. σκολοπαξ skolopax, σκολοπακος skolopakos „słonka”, od ασκαλωπας askalōpas lub ασκαλοπας askalopas  „słonka”[9]. Gatunek typowy: Scolopacinus rufiventris Bonaparte, 1838[a].

### Podział systematyczny
Do rodzaju należą następujące gatunki:
- Ramphocaenus melanurus Vieillot, 1819 – gnomik długodzioby
- Ramphocaenus sticturus Hellmayr, 1902 – gnomik białosterny – takson wyodrębniony niedawno z R. melanurus[11].